# Município de Hamer (condado de Highland, Ohio)
O município de Hamer (em inglês: Hamer Township) é um município localizado no condado de Highland no estado estadounidense de Ohio. No ano de 2010 tinha uma população de 680 habitantes e uma densidade populacional de 11,6 pessoas por km².

## Geografia
O município de Hamer encontra-se localizado nas coordenadas 39° 09′ 06″ N, 83° 44′ 34″ O. Segundo a Departamento do Censo dos Estados Unidos, o município tem uma superfície total de 58.62 km², da qual 58,42 km² correspondem a terra firme e (0,35 %) 0,2 km² é água.

## Demografia
Segundo o censo de 2010, tinha 680 pessoas residindo no município de Hamer. A densidade populacional era de 11,6 hab./km².